# Peder (biskop i Roskilde)
Peder, (død 4. juni 1134), biskop i Roskilde Domkirke; han blev af nogle, uvist med hvilken hjemmel, kaldt Peder Adolfsen, og havde været kannik i
Lund og kapellan hos Magnus den Stærke, søn af Kong Niels, før han 1124
blev biskop i Roskilde. Året forud var der af den sjællandske
stormand Peder Bodilsen blevet rejst en forfølgelse mod
stiftets gifte præster. Den daværende biskop Arnold var
gammel og svagelig og havde ikke kunnet tage sig af præsternes sag.
Dette tilfaldt nu Peder, som ikke alene fik forfølgelsen standset, men
endog skal have sat igennem, at præster i hans stift fremtidig
kun kunde søges og dømmes ved gejstlig ret. I den borgerkrig,
som fulgte på mordet på Knud Lavard i Haraldsted Skov, havde Peder helst med
andre bisper sluttet sig til kong Niels, men frygten for Erik Emune
bandt ham en tid til denne, og det var måske først, da Erik
efter nederlaget ved Værebro (o. 1133) flygtede ud af landet, at
Peder åbenlyst tog parti for Niels. På hans side deltog han da i
Slaget ved Fodevig og faldt der den 4. juni 1134). Roskildekrøniken
roser ham som en lærd mand, som den mest veltalende
og den, der havde mest karakter blandt de dalevende bisper, men
føjer dog til, at han mere søgte sit eget og, hvad kejserens var,
end hvad Guds var.

## Eksterne kilder og henvisninger
- Tekst efter C. Weeke i Dansk Biografisk Leksikon på Projekt Runeberg – angiver nedenstående kilder:
  - Peter Frederik Suhm Historie af Danmark V, 256 o. fl. St.
  - A. D. Jørgensen: Den nordiske Kirkes Grundlæggelse. p. 892 f.